# Stanisław Nowicki (samorządowiec)
Stanisław Nowicki (ur. 24 września 1936 w Lesznie, zm. 25 marca 2014 w Przasnyszu) – polski samorządowiec, mgr administracji, burmistrz Przasnysza w latach 1994–1998.
Ukończył Szkołę Podstawową w Lesznie (1951), Liceum Ogólnokształcące w Przasnyszu (1956) oraz Wydział Prawa i Administracji Uniwersytetu Warszawskiego (1986). Pracował w Wydziale Finansowym Prezydium Powiatowej Rady Narodowej w Przasnyszu (1955–1975), Zakładach Wytwórczych Aparatury Wysokiego Napięcia w Przasnyszu jako główny ekonomista, był dyrektorem Oddziału PKS w Przasnyszu (1976–1990), następnie prowadził własną działalność gospodarczą. W 1994 został wybrany na burmistrza Przasnysza. Od 2001 przebywał na emeryturze. W 2002 został radnym gminy Przasnysz. W 2006 nie kandydował w wyborach.
Członek i działacz ZSL, następnie PSL, długoletni przewodniczący Rady Nadzorczej PSS „Społem” w Przasnyszu i Rady Nadzorczej Centrali „Społem” w Warszawie. Członek Towarzystwa Przyjaciół Ziemi Przasnyskiej, Zarządu Klubu Sportowego MKS Przasnysz, ławnik Sądu Wojewódzkiego w Warszawie, radny Rady Miejskiej w Przasnyszu przez pięć kadencji. Odznaczony Krzyżem Kawalerskim Orderu Odrodzenia Polski, Złotym i Brązowym Krzyżem Zasługi, Medalem 30-lecia Polski Ludowej, Medalem 40-lecia Polski Ludowej, Złotą Odznaką „Za zasługi dla województwa warszawskiego”, odznaką „Za zasługi dla województwa ostrołęckiego”. Medalem „Za zasługi dla miasta Przasnysza”, odznaką „Za zasługi dla Polskiego Związku Działkowców”, Odznaką Honorową PZLA.